# Тотлебен Едуард Іванович
Едуард Іванович Тотлебен (нім. Eduard Johann von Totleben, рос. Эдуард Иванович Тотлебен; 8 (20) травня 1818, Митава — 19 червня (1 липня) 1884, Бад-Зоден) — російський військовик німецького походження, спеціаліст з інженерної справи. Граф (1879), генерал-ад'ютант (1855), воєнний інженер-генерал (1869) Російської імператорської армії. Учасник Великої Кавказької, Кримсьскої та російсько-турецької (1877—1878) воєн. Автор проекту Лисогірського форту в Києві. Командувач Одеським (1879—1880) і Віленським (1880—1884) воєнними округами, голова Литовського генерал-губернаторства. Почесний громадянин Риги, Ревеля і Севастополя (1866).

## Біографія
Народився 8 (20 травня) 1818 року у місті Мітаві (нині Єлгава, Латвія), був п'ятим з семи дітей Йоганна Генріха від шлюбу з Анною Цандер. Належав до старовинного дворянського роду Тюрингії, але його дід, виселився в прибалтійські губернії Росії, відмовився від феодальних прав і зайнявся торгівлею. Батько Едуарда Івановича також займався комерційними справами, був приписаний до купецтва (2-я гільдія).

### Освіта і початкова кар'єра
Початкову освіту здобув у пансіоні доктора Гюттеля, найкращому навчальному закладі Риги, куди невдовзі після народження Едуарда переселився його батько. Едуард захопився вивченням фортечних укріплень, не обмежуючись теорією, будував моделі редутів за всіма правилами інженерного мистецтва. Помітивши нахили сина, батько в 1832 році відвіз сина до Петербурга і восени Едуард Іванович був прийнятий кондуктором в 3-й клас головного (нині Миколаївського) інженерного училища. У січні 1836 року він був проведений у польові інженер-прапорщики, але два місяці по тому відрахований, внаслідок хвороби серця, в Динабурзьку інженерну команду. Через рік він повернувся до Петербурга для продовження курсу, але, перейшовши 9 січня 1838 року з чином підпоручика в старший клас, змушений був через хворобу вдруге й остаточно відмовитися від думки закінчити курс. 5 лютого 1838 року Тотлебен був відрахований з училища з призначенням на дійсну службу в Ризьку фортечну команду, де зайняв посаду чергового офіцера у фортечному управлінні. Звідси, у квітні 1839 року переведений у гренадерський саперний батальйон, а 16 липня 1840 року призначений поручиком в навчальний саперний батальйон.
Влітку 1840 року, беручи участь у практичних роботах саперів в Красному Селі, Тотлебен познайомився з генералом К. А. Шильдером. Знайомство це мало вирішальне значення для подальшої кар'єри Тотлебена. Шильдер доручив йому проведення дослідів над своєю трубною контрмінною системою для боротьби з підземними мінними галереями противника і ці досліди велися Тотлебеном протягом двох років з видатним успіхом. Досягнуті ним результати спонукали імператора Миколу I наказати продовжувати розпочаті досліди в більших розмірах у Києві при 2-й саперній бригаді. Тотлебен був відряджений з трьома нижніми чинами лейб-гвардії саперного батальйону в розпорядження начальника 2-ї саперної бригади і пішки, не відлучаючись від команди, що везла два мінних свердла, зробив перехід від Петербурга до Києва, куди прибув 19 червня 1844 року. У прикладній мінній війні контрмінна трубна система знову дала блискучі результати. За труди по цьому відрядженню Тотлебен 12 травня 1845 року був проведений в штабс-капітани.
Взагалі за свої досліди молодий інженер був нагороджений імператором Миколою I Павловичем імператорськими орденами: в 1842-му році — Святого Станіслава 3-го класу і в 1847-му — Святої Анни 3-го класу.

### Кавказька війна

Герб графа Едуарда Тотлебена

Незабаром Едуард Іванович з честю перевірив свої знання і таланти, взявши участь у багаторічній Кавказькій війні. 28 березня 1848 року Тотлебен був відряджений на Кавказ для застосування мінного свердла при облогах укріплених пунктів, зведених Шамілем в Дагестані і 7 квітня виїхав до Темірхан-Шуру, де вступив до розпорядження князя Аргутинського-Долгорукова. Бойове хрещення отримав під Гергебілем, куди 9 червня прибув загін Аргутинського. Після падіння Гергебіля 7 липня, Тотлебену було доручено розробити дорогу по Аймакінській ущелині на відстані 7 верст, що було виконано ним до 15 липня. За участь у взятті Гергебіля Тотлебен нагороджений був чином капітана, потім, за участь у бою на Міскенджійських висотах 22 вересня 1848 року нагороджений орденом Святого Володимира 4-го ступеня з бантом.
24 липня 1849 року, коли під час облоги аулу Чох капітан фон-Кауфман, начальник інженерів, був поранений, завідування усіма облоговими роботами перейшло до Тотлебена. Негайно 25 липня він зробив з інженер-штабс-капітаном Поповим сміливу рекогносцировку місцевості і намітив місця для батарей, які були побудовані до 10 серпня. Але незважаючи на страшні руйнування, зроблені російськими снарядами, горяни трималися стійко. Незабаром, 22 серпня, через настання осіннього бездоріжжя, Аргутинський змушений був зняти облогу; наступ горян було зупинено вибухами звичайних і каменеметних фугасів, закладених завчасно Тотлебеном. Старання Тотлебена при облозі Чоха були нагороджені золотою шаблею «за хоробрість».

### Міжвоєнний період
Через слабке здоров'я Едуард Іванович, відмовившись від запропонованого йому місця старшого інженера в Дагестані, поїхав у Тифліс, щоб випросити у князя Воронцова дозвіл повернутися до Петербурга. 30 листопада 1850 року він був переведений до Варшави, в 2-й саперний батальйон з призначенням ад'ютантом до Шильдера. Тут йому довелося зайнятися осушенням Уяздовського плацу тощо. Його відносини з Шильдером за цей час кілька загострилися через дратівливість генерала, викликану його хворобою, що посилювалась. Тотлебен став клопотати про переведення до Петербурга і 31 грудня 1851 року був призначений обер-офіцером в штаб генерала фон Цурмілена з переведенням в гвардійські інженери.
23 лютого 1852 року Тотлебен обвінчався з баронесою Вікториною Гауф, дочкою Гессен-Дармштадтського генерального консула. Влітку 1852 і 1853 років Тотлебен, поруч з іншими офіцерами штабу, завідував ділянкою на практичних роботах у таборі під Петергофом, а в інший час року, крім службових занять, вивчав твори теоретиків інженерної справи — Вобана, Дюфура, Шумара, Моріса де Селлона та інших. Крім служби в Управлінні, Тотлебен працював у Міністерстві державного майна у П. Д. Кисельова, де мав завдання з технічної частини.

### Кримська війна
На початку Дунайської кампанії Шильдер був призначений начальником інженерів діючої армії і просив про відрядження в його розпорядження, в числі інших, Тотлебена. Шильдер також представив його до проведення в підполковники. Проведення відбулося 16 січня 1854 року, і 26 січня Тотлебен виїхав в діючу армію. Брав участь в облозі Силістрії. Під час облоги фортеці, після поранення Шильдера, Едуард Іванович очолив розпочату облогу. 7 (19 червня) 1854 року він зумів підірвати весь фронт перед укріпленнями цього міста. Проте під натиском Австрійської імперії, російським військам довелося зняти облогу і відійти за Дунай. Кавалерський дума, зібрана в Фратешті, одноголосно присудила Тотлебену за Силістрію орден Георгія 4-го ступеня (наказ від 3 вересня 1854 року).

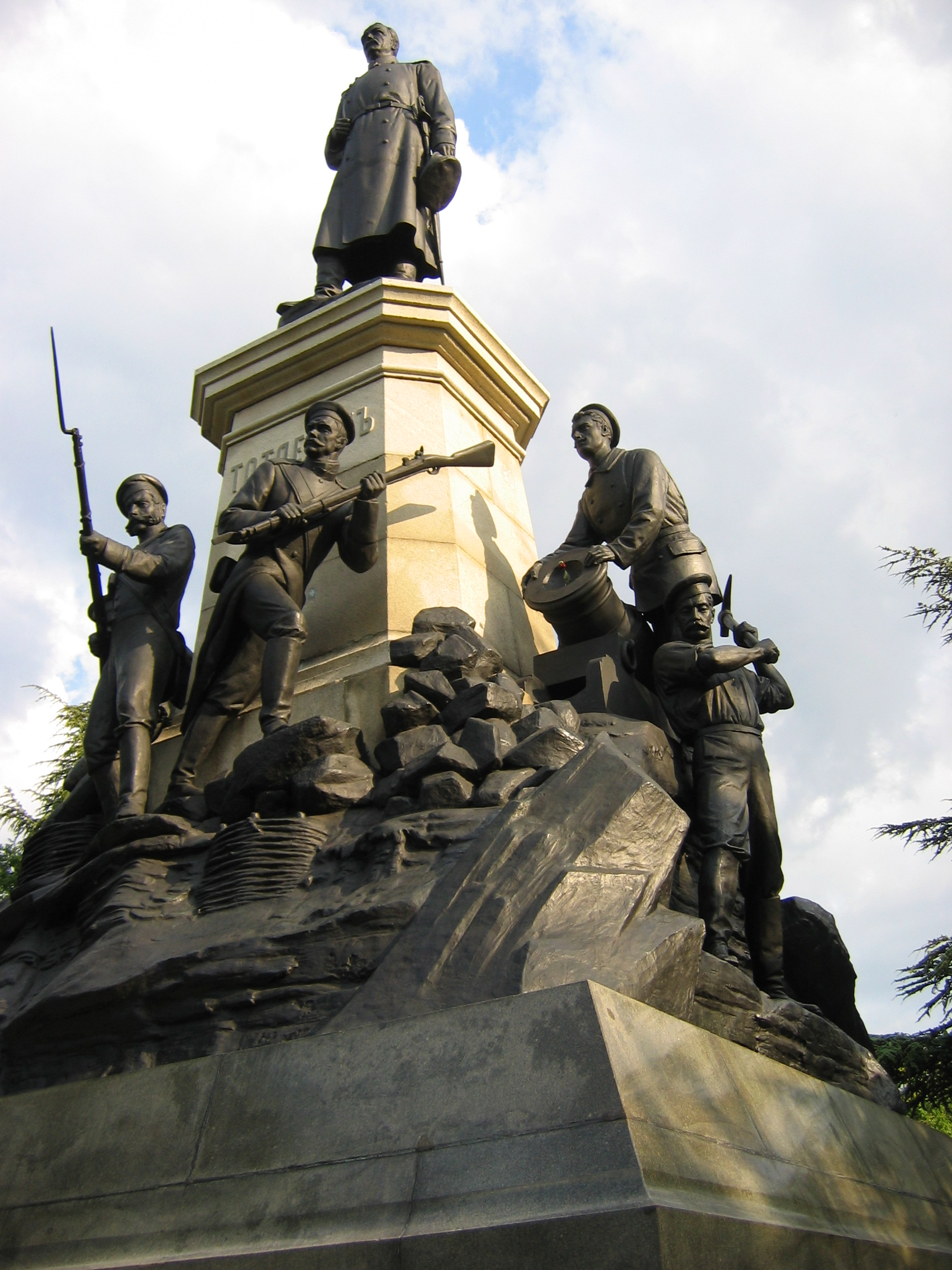
Пам'ятник Е. І. Тотлебену в Севастополі

В серпні 1854 року Едуарда Івановича Тотлебена перевели в Кримську армію до Севастополя де 21 вересня він був призначений начальником інженерної служби севастопольського гарнізону. За кресленнями Тотлебена були збудовані практично всі укріплення фортеці. В найкоротші терміни на підступах до міста під його наглядом були побудовані форти, бастіони і люнети, щоб надійно прикрити головну російську військово-морську базу на Чорному морі.
Під час оборони Севастополя Едуард Іванович Тотлебен керував відновленням зруйнованих ворожим вогнем укріплень. На фронті в 7,5 км сформувалася розгалужена система захисних споруд, передових окопів і редутів, ретельно пристосованих до місцевості. Вони забезпечували посилення рушничного вогню, ускладнювали противнику ведення облогових робіт, сприяли проведенню вилазок. Головні артилерійські позиції Едуард Іванович розгорнув на опорних пунктах-бастіонах, приступивши, таким чином, до здійснення ідеї «виносу фортечної артилерії з фортів на проміжки».
У березні 1855 року Едуард Іванович Тотлебен отримав подаровані йому імператором Миколою I Павловичем нагороду — чин і еполети генерал-майора.
8 (20 червня) 1855 року на Малаховому кургані був поранений в ногу, навиліт нижче коліна, але, покинувши бойової лад, ще два місяці перебував у обложеному Севастополі. Після залишення міста та одужання Едуарда Івановича Тотлебен направили до Миколаєва, який слід було укріпити на випадок раптового нападу ворога на розташовані в цьому місті адміралтейство, верфі та склади. Завдання було виконане в найкоротші терміни, за два місяці.

### Керівництво інженерними відомствами
Після повернення до Петербурга в грудні 1855 року керував будівництвом нових укріплень Кронштадта. 16 травня 1856 року Тотлебен був відряджений для огляду фортець Балтійського узбережжя: Свеаборга, Ревеля, Риги і Балтійського порту. В Ризі і Ревелі його зустріли депутації від магістрату, піднісши грамоти на звання почесного громадянина зазначених міст. Після повернення Тотлебен був присутній на урочистій коронації імператора Олександра II у Москві і нагороджений орденом Святого Станіслава 1-го ступеня.

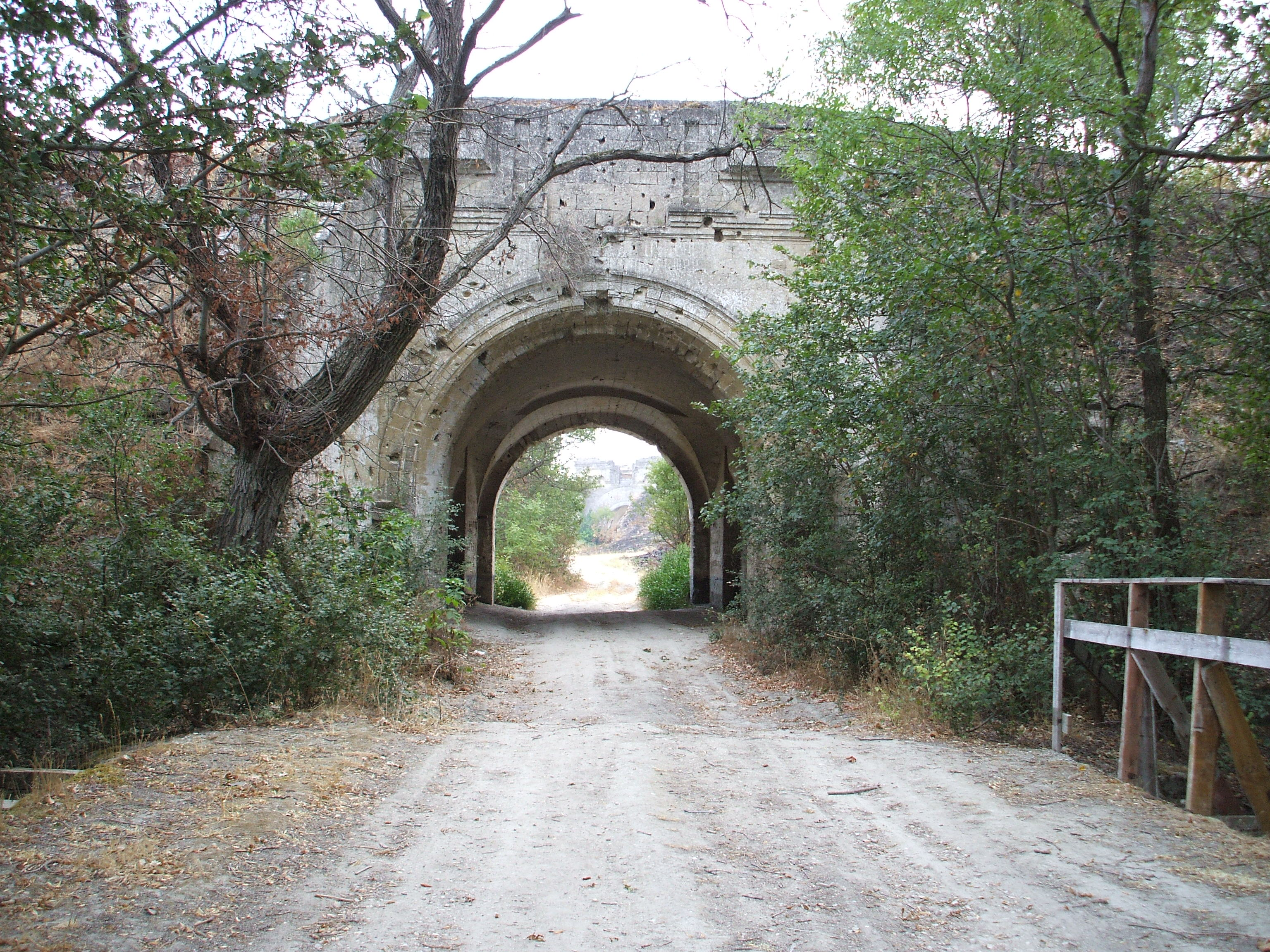
Керч, фортеця Крим, північні ворота

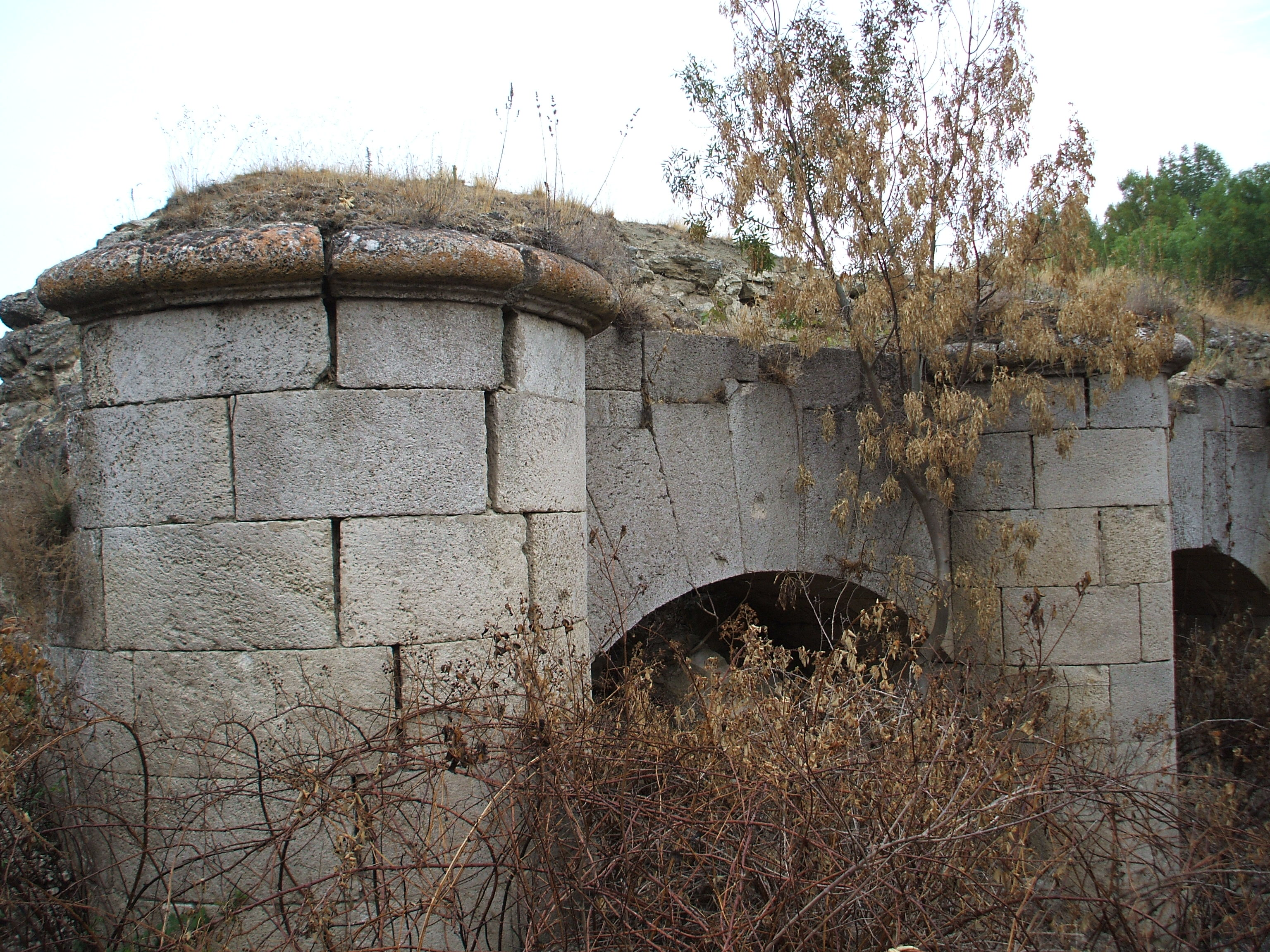
Підхідний міст форта Тотлебена в фортеці Крим (м. Керчь)

У 1856—1858 роках багато часу провів за кордоном, де знайомився з організацією інженерної справи і фортецями Франції, Бельгії, Голландії, Німеччини. У 1858 році був призначений директором департаменту інженерного Військового міністерства. За активної підтримки Олександра II і військового міністра Д. А. Мілютіна Едуард Іванович реорганізовував інженерну справа з урахуванням впливу нарізної зброї і нових способів ведення війни. Під його керівництвом розроблялися і здійснювалися плани робіт з розвитку оборонних споруд та переозброєння всіх фортець від Прибалтики до Чорного моря. Тотлебен був ініціатором навчання саперному мистецтву особового складу піхоти, кавалерії і артилерії.

«Опис оборони Севастополя»

13 квітня 1859 року Тотлебен нагороджений орденом Святої Анни 1-го ступеня, а 25 жовтня призначений директором інженерного департаменту у Військовому міністерстві. 27 серпня 1861 року нагороджений орденом Святого Володимира 2-го ступеня з мечами. 30 серпня 1863 року за працю «Опис оборони Севастополя» Тотлебену подаровано було 4 683 десятини 1 800 саженів землі з казенних ділянок Самарської губернії. У 1863—1877 роках був товаришем генерал-інспектора військових інженерів, керівником інженерних військ. Розробив систему укріплень державних кордонів. 4 квітня 1865 року нагороджений орденом Білого Орла; 31 березня 1868 року — орденом Святого Олександра Невського; 30 серпня 1869 року Тотлебен проведений в інженер-генерали; 23 листопада 1869 року, в день 50-річного ювілею Головного Інженерного училища, зарахований в лейб-гвардійський Саперний батальйон; 28 березня 1871 року йому подаровані алмази до ордена Олександра Невського. У 1872 році завершив роботу над двотомною працею «Опис оборони Севастополя». Після введення закону про загальну військову повинність 1 січня 1874 року керував реорганізацією інженерних військ. 30 серпня 1874 року нагороджений орденом Святого Володимира 1-го ступеня.
Перед російсько-турецькою війною, у вересні 1876 року Тотлебен, який жив у своєму маєтку Кейданах (купленому Тотлебеном в 1867 році, коли його дружина отримала велику спадщину після смерті її батька), був викликаний телеграмою до Лівадії до царя і 27 вересня призначений головним розпорядником по обороні Чорноморського узбережжя, з підпорядкуванням йому і морських сил.

### Російсько-турецька війна 1877—1878 років

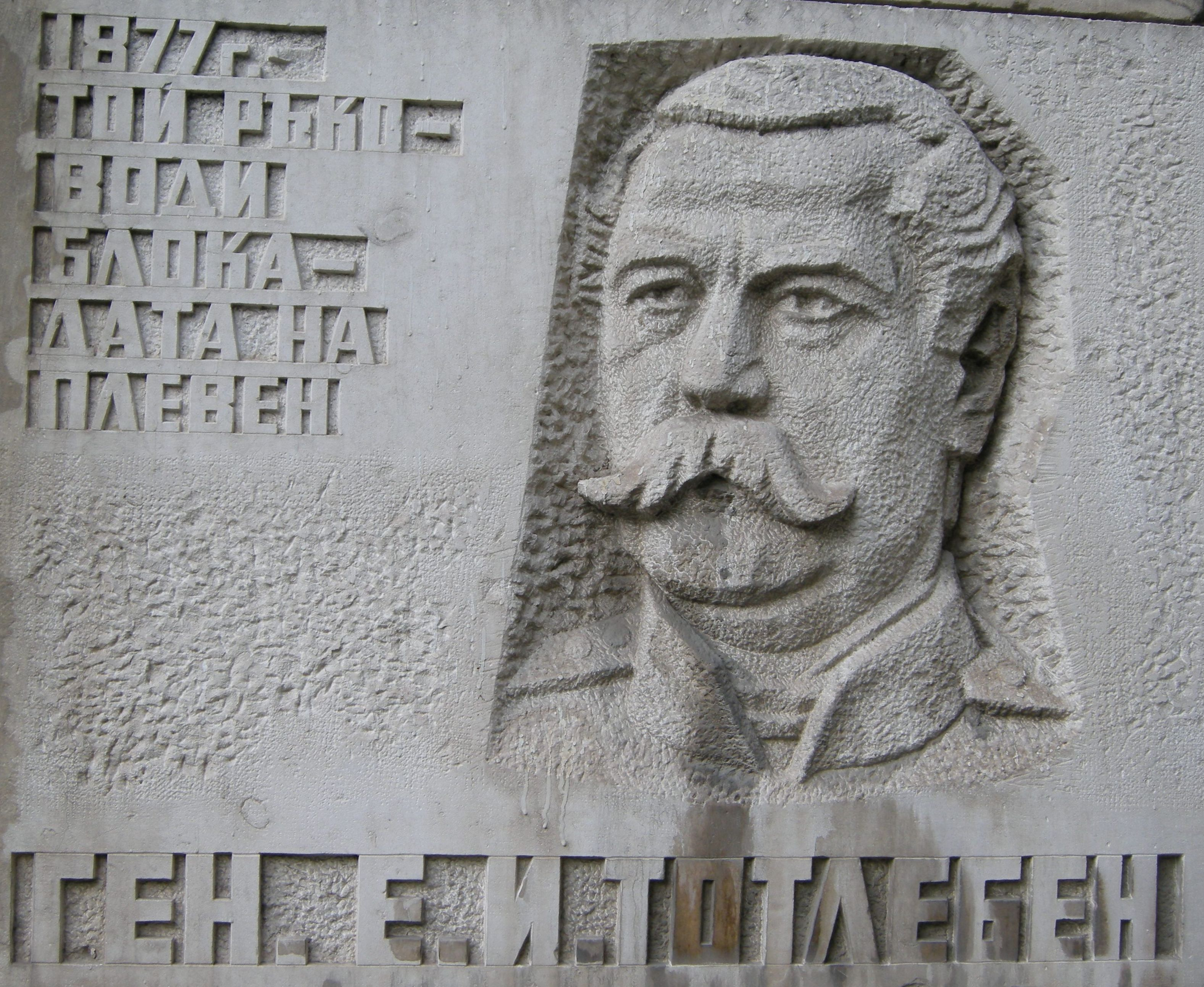
меморіальна дошка в Софії

З початком війни з турками в 1877 році Едуард Іванович став помічником начальника Західного загону, а з листопада 1877 року — начальник загону під Плевною. Створив фортифікаційні озброєння при облозі фортеці. Деякий час командував Рущуцьким загоном, з квітня 1878 року по січень 1879 року керував діючою армією. На завершальній стадії війни він проводив переговори з підписання миру, потім організовував повернення військ в Росію, евакуацію поранених і хворих.
За заслуги у війні Тотлебен Е. І. був нагороджений орденами Святого Георгія 2-го ступеня та святого Андрія Первозванного. Участь Едуарда Івановича у війни в Болгарії представлена в Плевенській панорамі. Його ім'ям названо село в Плевенській області, а також вулиці і установи по всій країні. В Софії йому встановлена меморіальна дошка.

### Останні роки життя
5 квітня 1879 року Тотлебен був призначений генерал-губернатором в Одесу. 21 червня цього ж року, за скасуванням польового управління колишньої діючої армії, він був відрахований з посади головнокомандуючого з призначенням членом Державної Ради. 1 вересня того ж року призначений командувачем військами Одеського військового округу. 5 жовтня 1879 року в день 25-річчя з дня першого бомбардування Севастополя, Тотлебену був наданий графський титул.
У травні 1880 року граф Тотлебен отримав нове призначення — Віленського, Ковенської і Гродненського генерал-губернатора і командувача військами Віленського військового округу.

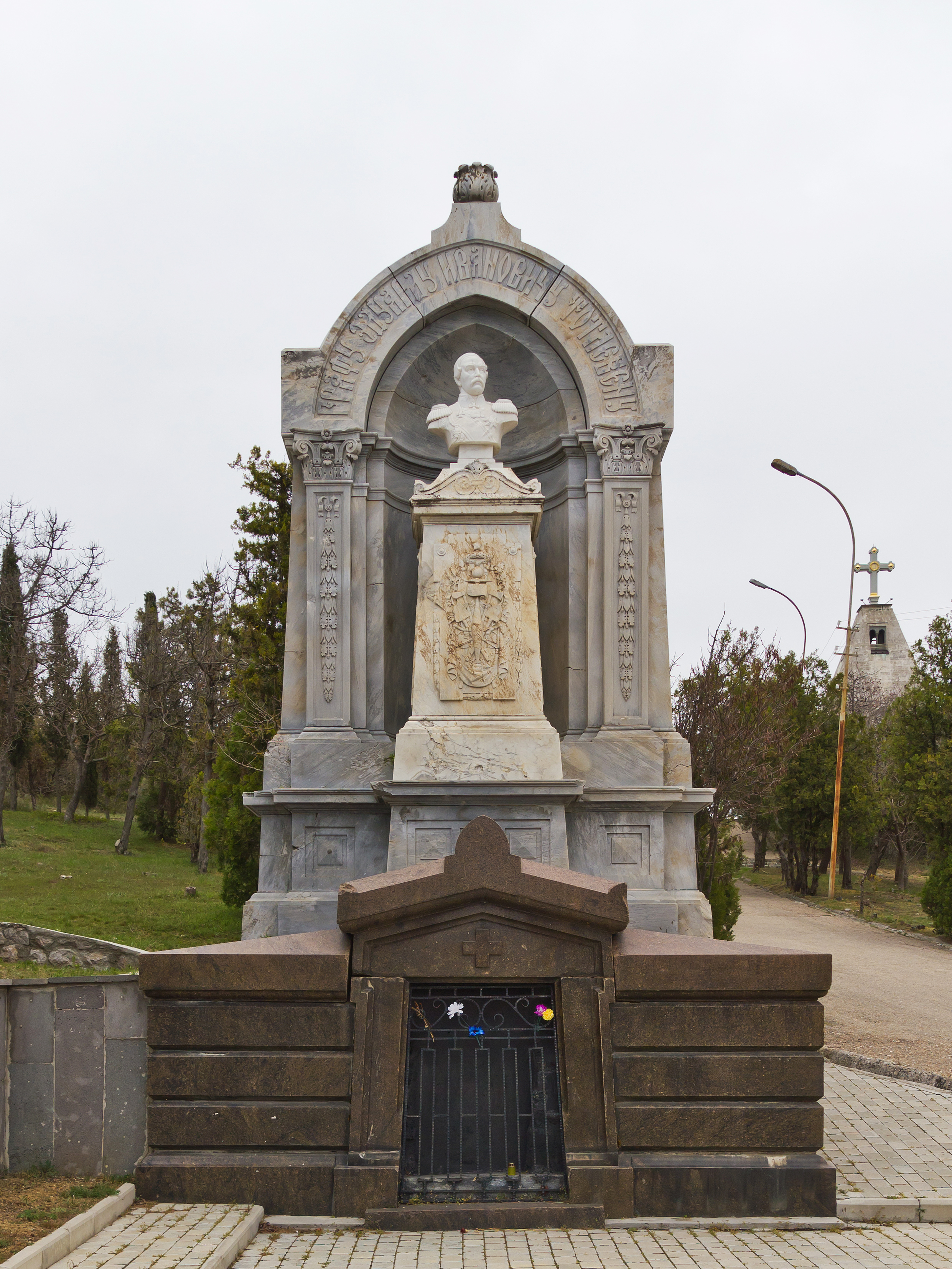
Могила Едуарда Тотлебена

Восени 1882 року здоров'я Тотлебена похитнулося і граф отримує відпустку для лікування за кордоном. Однак медицина виявилася не в змозі врятувати його життя. 19 червня (1 липня) 1884 року в містечку Зоден близько Франкфурта-на-Майні Едуард Іванович Тотлебен помер на 67-му році життя.
Тіло графа доставили на його батьківщину до Риги для поховання на Петровському кладовищі. Окремий склеп спорудити не встигли, тому його помістили в родинному склепі Тотлебенів, де були поховані батьки і брати графа. Але незабаром сім'ї Тотлебена повідомили, що «За височайшим повелінням» їм запропоновано поховати героя Севастопольської оборони в Севастополі на Братському кладовищі, що і сталося 5 жовтня 1884 року.
На могилі Тотлебена встановлений масивний монумент із мармуру, який знаходиться над гранітним склепом. Автор проекту (1888) — академік А. Карбоньєр.

## Нагороди
- Орден Святого апостола Андрія Первозванного
- Орден Святого Георгія 2 ступеня
- Орден Святого Георгія 4 ступеня
- Орден Святого Володимира 1 ступеня
- Орден Святого Володимира 2 ступеня
- Орден Святого Володимира 4 ступеня
- Орден Святого Олександра Невського
- Орден Святої Анни 1 ступеня
- Орден Святої Анни 3 ступеня
- Орден Святого Станіслава 1 ступеня
- Орден Святого Станіслава 3 ступеня